# Лужайки весной
«Лужайки весной» (фр. Les Petits Prés au printemps) — картина французского импрессиониста Альфреда Сислея, написанная в 1880—1881 годах после переезда в Море-сюр-Луэн.
На картине изображена лесистая дорога вдоль левого берега Сены, соединяющая сёла Вене-ле-Саблон и Би. Видимая на противоположном берегу деревня — Шампань-сюр-Сен. Юная девушка на переднем плане — Жанна Сислей, дочь художника.

## Описание
В 1880 году финансовые трудности вынудили Сислея покинуть Севр, и в 1882 году он поселился в Море-сюр-Луан к юго-востоку от Парижа, где и провел остаток своей жизни. Прежде чем окончательно обосноваться в  Море-сюр-Луан, он также написал несколько работ в окрестностях Венё-ле-Саблона. Это также стало поворотным пунктом в его творчестве, придав его пейзажам жизненную силу и несравненную свежесть.
Картина принадлежала Эрвину Дэвису, а 14 апреля 1899 года была выкуплена Дюран-Рюэлем в Нью-Йорке. В 1931 году она принадлежала компании Arthur Tooth & Sons, а в 1936 году была подарена Национальной галерее в память о Роджере Фрае. В 1953 году Национальная галерея передала ее в собственность Британской галерее Тейт, которая вернула ее обратно в Национальную галерею в 1997 году.